# Greta Montanari
Greta Zuccheri Montanari (Bologna, 7 augustus 1999) is een Italiaanse actrice.
Montanari maakte haar debuut in 2009 met de film L'uomo che verrà, een film geregisseerd door Giorgio Diritti. Zij won met haar rol als Martina de David di Donatello per la migliore attrice protagonista.